# Donnez-moi ma chance
Donnez-moi ma chance è un film del 1957 diretto da Léonide Moguy.

## Trama
La diciassettenne Nicole vince un concorso per giovani scoperte sponsorizzato da Cinémonde, uno studio cinematografico parigino. Nonostante l'opposizione di suo padre e del suo fidanzato Georges, ma con il sostegno di sua madre, la ragazza lascia Châteauneuf, la sua piccola città dell'Indre-et-Loire, e si reca a Parigi.
Appena arrivata nella capitale, la giovane viene corteggiata da Gilbert, uno degli uomini della troupe, e stringe amicizia con un'altra giovane che sogna di fare l'attrice, Kiki.
Ben presto Nicole scopre che il mondo che credeva idilliaco in realtà non lo è per niente. Costretta a pagare affitto, bollette ed altre spese per il suo sostentamento - tra cui delle lezioni di recitazione da un rinomato insegnante - Nicole accetta di posare nuda per un fotografo per soldi. Ma appena si è spogliata, la polizia fa irruzione nello studio del fotografo e la ragazza viene portata in questura. Commosso dalle spiegazioni della giovane, il poliziotto la rilascia senza far sapere nulla ai suoi genitori.
Recatasi a casa di Gilbert per trovare un po' di conforto, Nicole scopre che l'uomo ha una relazione con un'altra donna. Vagando in stato confusionale per le strade di Parigi, viene investita da un'auto e portata all'Hôpital Boucicaut.
Kiki, venuta a conoscenza dell'accaduto, informa subito Georges, il quale si precipita subito all'ospedale da Nicole. La giovane è commossa dall'arrivo del suo ex fidanzato. Quando Kiki arriva, informa la coppia che il regista Fournier intende proporre a Nicole di recitare un ruolo importante nel suo prossimo film. Nicole annuncia però che rifiuterà la proposta di Fournier, che lascerà Parigi e che tornerà nel suo paesino per riprendere la sua storia d'amore con Georges.

## Distribuzione
Il film venne distribuito nei cinema francesi il 29 novembre 1957 da La Société des Films Sirius.